# Herkules (televíziós sorozat)
A Herkules egy 1995 és 1999 között futó amerikai tévésorozat, ami a mitológiai hős, Hercules kalandjai alapján készült. Hat évadot élt meg, többek között játékfigurák is készültek hozzá, mivel a televíziózás történetének egyik legnézettebb szériája volt.
A sorozatot öt tévéfilm előzte meg 1994-ben: a Herkules és az amazonok, a Herkules és az elveszett királyság, a Herkules és a tűzkarika, a Herkules az alvilágban és a Herkules Minotaurusz útvesztőjében, utóbbi nagyrészt az előző filmek jeleneteiből állt, "flashback" formájában.
A sorozat producerei Robert G. Tapert és Sam Raimi, a Pókember-filmek rendezője. A két férfivel való jóbarátsága révén került a sorozatba Bruce Campbell, Autolycus alakítója. A Xena filmekben visszatérő szereplővé vált Ted Raimi, Sam Raimi öccse. Mindkét színész feltűnik a producer-rendező számos filmjében.
A Herkulest Magyarországon először a TV2 sugározta, majd hazai megjelenésével az AXN, az AXN Sci-Fi és a Viasat 6 csatornán is látható volt.

## Állandó szereplők
| Szereplő | Színész       | Magyar hang  |
| -------- | ------------- | ------------ |
| Herkules | Kevin Sorbo   | Kőszegi Ákos |
| Iolaus   | Michael Hurst | Weil Róbert  |

## Visszatérő szereplők
| Szereplő   | Színész                             | Magyar hang        |
| ---------- | ----------------------------------- | ------------------ |
| Salmoneous | Robert Trebor                       | Kocsis György      |
| Ares       | Kevin Smith                         | Gyürki István      |
| Aphrodite  | Alexandra Tydings                   |                    |
| Autolycus  | Bruce Campbell                      | Jakab Csaba        |
| Alcmene    | Elizabeth Hawthorne, Liddy Holloway | Menszátor Magdolna |
| Deianeira  | Tawny Kitaen                        | Prókai Annamária   |
| Iason      | Jeffrey Thomas                      |                    |
| Callisto   | Hudson Leick                        |                    |
| Xena       | Lucy Lawless                        | Juhász Judit       |
| Gabrielle  | Renée O'Connor                      |                    |

## A sorozat koncepciójáról
A meg nem nevezett történelmi időkben, az ősi Görögország fantáziavilágában játszódó sorozat főszereplője Herkules (Kevin Sorbo), akit gyakran elkísér kalandjaiban barátja, Iolaus (Michael Hurst). Az epizódok általános cselekménye szerint Herkules és Iolaus védtelen falukat mentenek meg szörnyektől, gonosz haduraktól és az istenek gyakran önző és szeszélyes viselkedésétől. Az első részekben (ahogy az a főcímből is kiderül) Herkules fő nemezise gonosz mostohaanyja, Héra, aki különböző szörnyekkel próbálja elpusztíttatni Herkulest, amiért az férje, Zeusz hűtlenségére emlékezteti. Később a háború kaján istene, Arész váltja fel Hérát mint a sorozat első számú gonosztevője. A produkció vége felé az ő helyébe Dahak, a gonoszság istene kerül, aki az ötödik évad főgonosza, és Herkules sumer, északi és ír földekre való útjainak kiváltója. Noha Herkules gyakran nevezi apját, Zeuszt nemtörődömnek és hanyagnak, a főisten fia iránti szeretetére bizonyosságot kap a néző a sorozat folyamán. Nem egyszer utalnak úgy Herkulesre, mint apja kedvenc fiára. Zeusz többször is feltűnik a szériában, meg is menti fia életét és visszaadja az emberfeletti erejét egy alkalommal, amikor a legnagyobb szüksége van rá. A maga részéről Herkules mindig ott volt, ha segítenie kellett Zeusznak. Végül megbékélnek egymással és eltemetik minden korábbi nézeteltérésüket.
A sorozatnak készült egy sikeres spinoffja, a  Xena: A harcos hercegnő, amiben feltűnt több szereplő is a Herkulesből: Árész (Kevin Smith), Autolycus (Bruce Campbell), Salmoneus (Robert Trebor) és Aphrodite (Alexandra Tydings). Mindkét széria, annak ellenére, hogy Új-Zélandon forgott és többnyire idegen színészekkel, akik nem mindig tudták elsajátítani az amerikai beszédstílust, a világ minden táján rendkívüli sikernek örvendett.

## Eltérések a mitológiától
A szereplők nevei általában a latinos formából származó angol nevekből visszafordított nevek, amik épp csak hasonlítanak a görög mitológia alakjainak neveihez.
- Herkules úgy jelenik meg a sorozatban, mint fiatalabb (anyja oldaláról) féltestvére Iphiklésznek. A mitológia szerint azonban, mivel Amphitrüón és Zeusz azonos időben ejtették teherbe Alkménét, egyszerre születtek.
- A Salmoneous nevet egy olyan személy viselte, aki Zeuszt próbálta utánozni.
- Iaszón a mitológiában jóval idősebb Herkulesnél és feleségül veszi anyját is. A sorozatban közel ugyanannyi idősek.
- A mitológiában Hermész volt az, akit Perszephoné megmentésére küldtek, míg a sorozatban Herkules indul Hadészhoz.
- Iolaus Iphiklész fia, míg a sorozatban Herkules legjobb barátja.
- Herkules megküzd a Minotaurusszal is, akit a mitológiában Thészeusz győzött le.
- Herkules szintén megöli Medúzát, akit pedig Perszeusz küld a halálba.
- A mitológiai Herkules megölte első feleségét, Megarát és gyermekeiket, mivel Héra megőrjítette elméjét. A sorozatban Herkules első felesége Deianeira, akit Héra egy tűzgolyóval öl meg. A mitológiában nincs szó ilyesmiről, itt Deineira véletlenül halálba küldi Herkulest.
- Hadész fiatalabbnak tűnik Herkulesnél a sorozatban
- Echidna a mitológiában sosem lett jószándékú és nem vált Herkules barátjává. Továbbá kígyóteste és emberi feje van, ellentétben a sorozatban ábrázolt polip-szerű lénnyel.
- A Hidra, Cerberus, Ladón, Medusa és a Minotaurus specifikus, és nem általános jellegű szörnyek a mitológiában. A Hüdra, Kerberosz, Orthosz, Khimaira, a nemeai oroszlán, a Szphinx és Ladón mind testvérek, Ekhidna és Tüphón lányai és fiai.
- Typhon a mitológia szerint velejéig gonosz és nem Héra zárja el Echidnától büntetésképpen, hanem Zeusz, hogy különválassza őket.
- A sorozat Hérát gonosznak festi meg, míg a görög mitológiában csupán Herkulesre neheztelt; miután azonban megmentette egy titán, Portheryon erőszakoskodásától, Héra Herkules bocsánatát kérte, és beleegyezett, hogy elvegye lányát, Hébét. A tévéváltozatban Herkules segítette Zeusz és Héra kibékülését, és az istenek királynője ezután enyhült meg feléje.
- Hephaistus egy sánta, torz testű isten, ám a sorozatban jóképű és ereje teljében van.
- A mitológiában Herkules nem indult visszaszerezni Hérától Prométheusz tüzét, Héra pedig sohasem változtatta kővé Atlaszt.

### DVD
Az Amerikai Egyesült Államokban az első évad 2003. június 24-én jelent meg. A hét lemezt tartalmazó kiadványon a tizenhárom epizód mellett megtalálható az öt tévéfilm is. A második évad október 21-én került a boltokba a huszonnégy epizóddal, a harmadikat 2004. március 23-án adták ki, míg a negyedik szezon július 13-ától volt kapható. Az ötödik évad 22 epizódjának kilenc diszkes megjelenésére 2005. január 11-én került sor, amit végül az utolsó, hatodik évad nyolc része július 12-én követett.

### Játékfigurák
A sorozat népszerűségére való tekintettel akciófigurák is készültek a játékboltok számára. A széria szereplőit mintázó bábuk között megtalálható Herkules, Iolaus, Minotaurusz, Árész nem emberi alakja, a kentaur Nemis, egy démon és Xéna is.